# Grosseto megye
Grosseto megye Olaszország Toszkána régiójának egyik megyéje. Székhelye Grosseto.

## Fekvése
Grosseto megye Livorno, Pisa, Siena és Viterbo megyékkel határos.

## Községek(comuni)
- Arcidosso
- Campagnatico
- Capalbio
- Castel del Piano
- Castell’Azzara
- Castiglione della Pescaia
- Cinigiano
- Civitella Paganico
- Follonica
- Gavorrano
- Grosseto
- Isola del Giglio
- Magliano in Toscana
- Manciano
- Massa Marittima
- Monte Argentario
- Monterotondo Marittimo
- Montieri
- Orbetello
- Pitigliano
- Roccalbegna
- Roccastrada
- Santa Fiora
- Scansano
- Scarlino
- Seggiano
- Semproniano
- Sorano